# Фиц, Доминик
Доминик Фиц (нем. Dominik Fitz; род. 16 июня 1999, Вена) — австрийский футболист, полузащитник клуба «Аустрия».

## Клубная карьера
Фиц — воспитанник клубов «Лангенцерсдорф» и венской «Аустрии». В 2016 году для получения игровой практики Доминик начал выступать за дублирующий состав последних. 31 марта 2018 года в матче против «Райндорф Альтах» он дебютировал в австрийской Бундеслиге. 27 мая в проединке против «Ред Булл Зальцбург» Доминик забил свой первый гол за «Аустрии».

## Международная карьера
В 2016 году в составе юношеской сборной Австрии Фиц принял участие в юношеском чемпионате Европы в Азербайджане. На турнире он сыграл в матчах против команд Боснии и Герцеговины, Украины, Германии и Португалии.